# FC Kilikia Jerevan
Football Club Kilikia Jerevan (arménsky: Կիլիկիա Ֆուտբոլային Ակումբ) byl arménský fotbalový klub sídlící ve městě Jerevan.
Klub byl založen v roce 1992, ale kvůli finančním problémům byl v roce 1993 sloučen s klubem FC Malatia Jerevan. O rok později Kilikia zaniká. Klub byl obnoven v roce 1999, následně po obnovení nahrazuje krachují FC Pjunik Jerevan v nejvyšší soutěži. Klub zanikl po druhé a naposled v roce 2011, znovu kvůli finančním problémům.

## Umístění v jednotlivých sezonách
Zdroj: 
Legenda: Z - zápasy, V - výhry, R - remízy, P - porážky, VG - vstřelené góly, OG - obdržené góly, +/- - rozdíl skóre, B - body, červené podbarvení - sestup, zelené podbarvení - postup, fialové podbarvení - reorganizace, změna skupiny či soutěže
| Arménie (1992 – 2010)                     |                   |        |                                      |                                      |                                      |                                      |                                      |                                      |                                      |                                      |        |
| Sezóny                                    | Liga              | Úroveň | Z                                    | V                                    | R                                    | P                                    | VG                                   | OG                                   | +/-                                  | B                                    | Pozice |
| 1992                                      | Bardsragujn chumb | 1      | 22                                   | 3                                    | 2                                    | 17                                   | 21                                   | 107                                  | -86                                  | 8                                    | 12.    |
| Klub byl v letech 1993 až 1998 neaktivní. |                   |        |                                      |                                      |                                      |                                      |                                      |                                      |                                      |                                      |        |
| 1999                                      | Bardsragujn chumb | 1      | 32                                   | 10                                   | 4                                    | 18                                   | 57                                   | 55                                   | +2                                   | 34                                   | 7.     |
| 2000                                      | Bardsragujn chumb | 1      | 28                                   | 9                                    | 3                                    | 16                                   | 49                                   | 56                                   | -7                                   | 30                                   | 6.     |
| 2001                                      | Bardsragujn chumb | 1      | Klub byl vyloučen v průběhu soutěže. | Klub byl vyloučen v průběhu soutěže. | Klub byl vyloučen v průběhu soutěže. | Klub byl vyloučen v průběhu soutěže. | Klub byl vyloučen v průběhu soutěže. | Klub byl vyloučen v průběhu soutěže. | Klub byl vyloučen v průběhu soutěže. | Klub byl vyloučen v průběhu soutěže. | 13.    |
| 2002                                      | Aradżin chumb     | 2      | 30                                   | 22                                   | 7                                    | 1                                    | 94                                   | 13                                   | +81                                  | 73                                   | 3.     |
| 2003                                      | Aradżin chumb     | 2      | 22                                   | 20                                   | 0                                    | 2                                    | 88                                   | 14                                   | +74                                  | 60                                   | 1.     |
| 2004                                      | Bardsragujn chumb | 1      | 28                                   | 7                                    | 5                                    | 16                                   | 32                                   | 49                                   | -17                                  | 26                                   | 6.     |
| 2005                                      | Bardsragujn chumb | 1      | 20                                   | 4                                    | 5                                    | 11                                   | 20                                   | 32                                   | -12                                  | 17                                   | 5.     |
| 2006                                      | Bardsragujn chumb | 1      | 28                                   | 6                                    | 5                                    | 17                                   | 38                                   | 69                                   | -31                                  | 23                                   | 5.     |
| 2007                                      | Bardsragujn chumb | 1      | 28                                   | 1                                    | 2                                    | 25                                   | 10                                   | 70                                   | -60                                  | 5                                    | 8.     |
| 2008                                      | Bardsragujn chumb | 1      | 28                                   | 2                                    | 5                                    | 21                                   | 21                                   | 64                                   | -43                                  | 11                                   | 8.     |
| 2009                                      | Bardsragujn chumb | 1      | 28                                   | 5                                    | 5                                    | 18                                   | 22                                   | 51                                   | -29                                  | 20                                   | 7.     |
| 2010                                      | Bardsragujn chumb | 1      | 28                                   | 4                                    | 3                                    | 21                                   | 19                                   | 60                                   | -41                                  | 15                                   | 7.     |

## Účast v evropských pohárech
| Ročník | Soutěž          | Kolo    | Klub              | Doma | Venku | Celkem |
| ------ | --------------- | ------- | ----------------- | ---- | ----- | ------ |
| 2006   | Pohár Intertoto | 1. kolo | FC Dinamo Tbilisi | 1:5  | 0:3   | 1:8    |